# Limnichus incanus
Limnichus incanus is een keversoort uit de familie dwergpilkevers (Limnichidae). De wetenschappelijke naam van de soort werd in 1851 gepubliceerd door Ernst August Hellmuth von Kiesenwetter.